# Wolf Creek (película)
Wolf Creek es un largometraje australiano de terror, dirigido y escrito por Greg McLean y estrenado en 2005. La película se inspira levemente en crímenes reales ocurridos en Australia, como los asesinatos de mochileros en los 90 o la desaparición del turista británico Peter Falconio en el verano de 2001. Tuvo el éxito suficiente como para producirse una continuación.

## Argumento
Dos turistas inglesas, Liz Hunter (Cassandra Magrath) y Kristy Earl (Kestie Morassi), quienes están recorriendo Australia, conocen en una fiesta a un joven de Sídney, Ben Mitchell (Nathan Phillips), y deciden recorrer el oeste del país con él. El trío de jóvenes planea conducir hasta Wolfe Creek, un enorme cráter formado hace 50.000 años por el impacto de un meteorito. Han de conducir durante días, alternándose al volante, internándose en un territorio muy poco poblado y cruzándose con gente ruda y poco amigable. Kristy sabe que Ben se siente atraído por Liz, y dice al joven que Liz es especial, no le hagas daño. Una vez que llegan hasta el cráter, Ben y Liz se sientan a contemplarlo y se besan.
Una vez que vuelven al lugar donde habían dejado el coche, se llevan la sorpresa de que este no arranca, y discuten sobre cuál puede ser la causa. De repente se presenta en el lugar un supuesto hombre nativo de la zona que se ofrece a remolcar su vehículo. Se presenta como Mick Taylor (John Jarratt) y les traslada hasta lo que es un viejo campamento minero ahora abandonado, en donde vive aparentemente sin compañía. Mientras pasan la noche junto a una fogata, Ben bromea con Mick, este dice a aquel que nunca ha estado en Sídney: La capital australiana... de los maricas; Ben le compara con el arquetípico personaje australiano de Cocodrilo Dundee: Eso no es un cuchillo... esto es un cuchillo. Al rato, se quedan dormidos.
Posteriormente, Liz se despierta atada de pies y manos y con una mordaza en la boca. Parece ser que los jóvenes han sido drogados mediante algo que comieron o bebieron y posteriormente capturados por Mick; Liz consigue quitarse la mordaza y logra cortar las bridas con las que había sido atada, y escapa del lugar al caer la noche. Liz descubre en otro sitio del campamento al malvado Mick torturando a Kristy y a la vez intentando abusar de ella, ensangrentada y aterrorizada, preguntando a Mick por qué le hace esto, y pidiéndole que la deje marcharse. Ante la posibilidad de que Mick agreda sexualmente a Kristy, Liz dispara a este con una cerbatana en forma de escopeta en el cuello, dejándolo inconsciente por varios minutos. Las dos chicas, sin tener conocimiento de lo que le sucedió a Ben, buscan la manera de escapar en la camioneta de Mick, que minutos más tarde despierta y las persigue a lo largo del desierto. Detienen la camioneta al borde de un acantilado, donde la dejan caer, para dar la impresión de que han caído accidentalmente. Mientras Mick revisa el lugar del impacto, ellas vuelven al lugar abandonado en busca de Ben. Liz la deja a Kristy afuera y le dice que huya si no vuelve en cinco minutos.
Liz encuentra un garaje con varios autos y posesiones de otros turistas. En una videocámara, observa cómo otro grupo conoció a Mick de manera similar a ellos. Encuentra la cámara de Ben, donde comprueba que Mick estaba estacionado en una estación de servicio donde pararon a buscar combustible. Entra en un auto, donde Mick, escondido en el asiento trasero, la apuñala con un cuchillo Bowie. Liz escapa del auto arrastrándose tras lo cual Mick le rebana tres dedos de una mano con el cuchillo, para luego cortarle la espina dorsal, paralizándola. Luego, la interroga acerca de dónde está Kristy.
Kirsty está huyendo y al amanecer llega a una carretera donde logra que un automovilista se detenga. Este intenta ayudarla pero es asesinado por Mick, utilizando un fusil de francotirador. Kirsty huye en el auto, siendo perseguida por Mick, pero esta logra empujarlo y el auto del asesino cae en una cuneta. Mick le dispara al auto en el que huye Kirsty, haciendo que este vuelque. Cuando Kirsty sale del auto, Mick le dispara, matándola. Luego, coloca el cuerpo de Kirsty y el del motorista en el baúl e incendia el auto.
Ben despierta crucificado y atado con alambres de púas en una de las minas. Con esfuerzo y dolor logra desatarse y huye hacia el Outback. Al poco tiempo, se desmaya cerca de un camino, a causa de la deshidratación. Es descubierto por una pareja sueca, quienes lo llevan a Kalibarri, desde donde es traladado por aire a un hospital.
Una serie de títulos informan que, a pesar de los esfuerzos, ni Kirsty ni Liz fueron encontradas. Las primeras investigaciones fueron desorganizadas, sumado a la poca exactitud del sitio de los crímenes, la falta de evidencia y la credibilidad del único testigo. Luego de cuatro meses, Ben fue liberado de toda sospecha. La película cierra con Mick caminando al atardecer con su rifle.

## Inspiración en hechos reales
Wolf Creek fue promocionada como una película basada en hechos reales. Se inspira sobre todo en los asesinatos de mochileros, asesinatos de jóvenes mochileros cometidos por el asesino en serie Ivan Milat en el suroeste de Sídney. También ha sido citado como influencia el suceso de la desaparición del turista británico Peter Falconio y el asalto de su novia Joanne Lees en julio de 2001, algo de lo que fue acusado Bradley John Murdoch, hechos ocurridos en el Territorio del Norte. El juicio contra Murdoch retrasó algún tiempo el estreno de la película en la propia Australia, pues la corte quiso impedir que la película influyese en el veredicto.
Aunque no se basa en ningún criminal concreto, el personaje de Mick Taylor posee reminiscencias de algunos infames asesinos australianos.

## Producción
La película está ambientada en una localización real, aunque el verdadero cráter de meteorito se llama "Wolfe Creek", y se sitúa al norte de Australia Occidental; el cráter del meteorito está considerado el segundo mayor del mundo, algunos fragmentos del meteorito han podido ser recuperados. 
La acción se ambienta allí, aunque la película se rodó realmente en Australia Meridional. Sin embargo, las tomas aéreas del cráter que se muestran en la película corresponden al verdadero cráter Wolfe Creek. Los desolados parajes australianos donde se ambienta la acción constituyen un personaje más, contribuyendo a aumentar la sensación de desamparo de las víctimas del asesino.
Sucesos inesperados dificultaron algo la producción; en la zona del rodaje no había llovido apenas en seis años, pero cuando el equipo llegó y comenzó el rodaje, llovió de forma continuada durante tres días, forzando al director a modificar el guion para incorporar la inesperada lluvia a la historia.

## Estreno
- Enero de 2005 en el Festival de Sundance.
- 17 de mayo de 2005 en Cannes.
- 16 de septiembre de 2005 en el Reino Unido.
- 3 de noviembre de 2005 en Australia.
- 25 de diciembre de 2005 en Estados Unidos.
- 24 de agosto de 2007 en España.

## Recepción
Tras su exhibición en diversos festivales, Wolf Creek se estrenó en 151 salas de cine en Australia el 3 de noviembre de 2005, recaudando 1.225.000 dólares australianos.
En su primer fin de semana fue la película con mayor recaudación. En el Reino Unido su estreno el 16 de septiembre fue más modesto, aunque recaudó 1.500.000 libras esterlinas. 
La película se estrenó en Estados Unidos el día de Navidad del mismo 2005, obteniendo una recaudación de 16.188.180 dólares americanos, a lo que se añadió una recaudación en otros países de 11.574.468 $, 
totalizando una recaudación mundial de 27.762.648 dólares.
La recepción crítica fue diversa, el crítico Roger Ebert reprochó que la película se recreara en la tortura y le adjudicó cero estrellas. La crítico de cine del Seattle Times Moira McDonald escribió que la película había sido un castigo y la obligó a abandonar la sala. La MPAA clasificó la película como R por sus escenas de violencia y gore (con escenas de tortura y mutilación de las protagonistas), además de por su lenguaje (comentarios sexuales, lenguaje soez, homofobia y alusiones al alcohol y las drogas). 
En la prensa británica recibió críticas algo más favorables, como las de The Independent o The Guardian, cuyo crítico Peter Bradshaw le adjudicó cuatro estrellas sobre cinco, mientras que Time Out dijo que McLean había roto tabúes en el cine de terror. Las revistas de cine Empire y Total Film le dieron cuatro estrellas sobre cinco. La revista Fangoria la calificó de la película que más había asustado en el año de su estreno.

## Reparto

### Elenco principal
- John Jarratt es Mick Taylor, el asesino en serie al que encuentran los jóvenes protagonistas.
- Kestie Morassi es Kristy Earl, una de las dos jóvenes turistas británicas que recorren Australia.
- Cassandra Magrath es Liz Hunter, la otra turista británica, amiga de Kristy Earl y Ben Mitchell.
- Nathan Phillips es Ben Mitchell, procedente de Sídney, Australia; conoce a Liz y Kristy y las acompaña en su viaje; inicia después una relación afectiva con Liz.

### Elenco secundario
- Gordon Poole como Hombre mayor.
- Guy O'Donnell como Vendedor de coches.
- Phil Stevenson de Mecánico.
- Geoff Revell de Gasolinero.
- Greg McLean, (director de la película) realiza un cameo como sheriff, sin acreditar.[1]
- Andy McPhee, Aaron Sterns, Michael Moody, Andrew Reimer, Vicki Reimer, Isabella Reimer, David Roc, Jenny Starvall, Guy Petersen, Paul Curran, Christian McMillan, Sean Gannon, Aaron J. March, Eddie White, Geoffrey Yu, Amy Schapel, Teresa Palmer, Bow Vayne, Renee Chomel, Simone Duntone, John Henry Duncan, Chloe Gardner, Greg Sara, Renee Luna, Michael Soang, Niesha de Jong, Leesa Millhouse, Alex De Rosa, Darren Humphreys, Peter Alchin, Rory Walker, Jon Blaikie.

## Premios
La película fue nominada a siete premios del American Film Institute, incluyendo el de mejor director.
| Premio                   | Categoría                   | Nominación       | Resultado |
| ------------------------ | --------------------------- | ---------------- | --------- |
| AACTA Awards (del 2005)  | Mejor director              | Greg McLean      | Nominado  |
| AACTA Awards (del 2005)  | Mejor Guion Original        | Greg McLean      | Nominado  |
| AACTA Awards (del 2005)  | Mejor Edición               | Jason Ballantine | Nominado  |
| AACTA Awards (del 2005)  | Mejor fotografía            | Will Gibson      | Nominado  |
| AACTA Awards (del 2005)  | Mejor actriz de reparto     | Kestie Morassi   | Nominado  |
| AACTA Awards (del 2005)  | Mejor banda sonora original | Frank Tétaz      | Nominado  |
| AACTA Awards (del 2005)  | Mejor Sonido                | Des Kenneally    | Nominado  |
| AACTA Awards (del 2005)  | Mejor Sonido                | Peter Smith      | Nominado  |
| AACTA Awards (del 2005)  | Mejor Sonido                | Pete Best        | Nominado  |
| AACTA Awards (del 2005)  | Mejor Sonido                | Tom Heuzenroeder | Nominado  |
| Fangoria Chainsaw Awards | Mejor Actor                 | John Jarratt     | Nominado  |
| Saturn Award (del 2005)  | Mejor película de terror    | David Lightfoot  | Nominado  |
| Saturn Award (del 2005)  | Mejor película de terror    | Greg McLean      | Nominado  |